# Polypedilum aferum
Polypedilum aferum är en tvåvingeart som beskrevs av Lehmann 1981. Polypedilum aferum ingår i släktet Polypedilum och familjen fjädermyggor.
Artens utbredningsområde är Kongo. Inga underarter finns listade i Catalogue of Life.